# 伍声
伍声（1987年—），男，DOTA职业玩家，游戏ID“2009”，被广大玩家和业内人士尊称为“9神”“创世神”“肉九”“足控⑨”，FTD（LGD的前身）战队创始人；前LGD.sGty战队经理；曾任WE_dota战队经理。
2005年9月考入浙江大学生物医学工程专业，2006年接触Dota，后成为浙江大学校队avnc队长。